# Menophra capsitanaria
Menophra capsitanaria är en fjärilsart som beskrevs av Pierre Chrétien 1917. Menophra capsitanaria ingår i släktet Menophra och familjen mätare. Inga underarter finns listade i Catalogue of Life.